# 上格拉特
上格拉特（德語：Oberglatt）是瑞士联邦苏黎世州迪尔斯多夫区的市镇。该市镇面积为8.29平方千米，海拔高度431米，2018年12月31日人口数为7,108。

## 外部連結
- 上格拉特官方网站 （页面存档备份，存于） （德文）